# Nothing Breaks Like a Heart
«Nothing Breaks Like a Heart» — песня британского музыканта Марка Ронсона при участии американской певицы Майли Сайрус, вышедшая 29 ноября 2018 года в качестве лид-сингла с пятого студийного альбома Марка Late Night Feelings (2019) на лейбле RCA Records

## История
В США песня «Nothing Breaks Like a Heart» дебютировала на 67-м месте в чарте Billboard Hot 100, став для Сайрус её 46-м хитом в чарте, а для Ронсона его третьим, а позднее поднялась до 43-го места. В Великобритании сингл дебютировал на десятом месте в британском хит-параде UK Singles Chart, став для Сайрус пятым, а для Ронсона его шестым хитом в лучшей десятке top 10 королевства. Позднее песня поднялась до второго места в этом чарте январе 2019 года.

## Живые выступления
Впервые свою музыканты песню исполнили 7 декабря 2018 года на шоу The Graham Norton Show. Ронсон и Сайрус также спели её 15 декабря 2018 на Live Lounge в программе Saturday Night Live. 28 января 2019 дуэт выступил с треком на шоу The Ellen DeGeneres Show. 25 июня Сайрус и Ронсон исполнили песню на Radio 1's Big Weekend.
30 июня 2019 года Сайрус исполнила песни «Nothing Breaks Like a Heart», «On a Roll» и другие во время её выступления на рок-фестивале Glastonbury Festival 2019, прошедшем в Pilton, Somerset (Великобритания).
Официальное музыкальное видео для песни «Nothing Breaks Like a Heart» вышло 29 ноября 2018 года на канале YouTube.

## Список треков
| №  | Название                                                | Длительность |
| -- | ------------------------------------------------------- | ------------ |
| 1. | «Nothing Breaks Like a Heart» (при участии Miley Cyrus) | 3:37         |

| №  | Название                                                           | Длительность |
| -- | ------------------------------------------------------------------ | ------------ |
| 1. | «Nothing Breaks Like a Heart» (при участии Miley Cyrus) (Acoustic) | 3:40         |

| №  | Название                                                                   | Длительность |
| -- | -------------------------------------------------------------------------- | ------------ |
| 1. | «Nothing Breaks Like a Heart» (при участии Miley Cyrus) (Boston Bun Remix) | 3:40         |

| №  | Название                                                                           | Длительность |
| -- | ---------------------------------------------------------------------------------- | ------------ |
| 1. | «Nothing Breaks Like a Heart» (при участии Miley Cyrus) (Dimitri from Paris Remix) | 3:32         |

| №  | Название                                                                       | Длительность |
| -- | ------------------------------------------------------------------------------ | ------------ |
| 1. | «Nothing Breaks Like a Heart» (при участии Miley Cyrus) (Martin Solveig Remix) | 4:12         |

| №  | Название                                                                 | Длительность |
| -- | ------------------------------------------------------------------------ | ------------ |
| 1. | «Nothing Breaks Like a Heart» (featuring Miley Cyrus) (Don Diablo Remix) | 3:36         |

## Чарты
| Чарт (2018–19)                      | Высшая позиция |
| ----------------------------------- | -------------- |
| Argentina (Argentina Hot 100)       | 78             |
| Австралия (ARIA)                    | 6              |
| Australia Dance (ARIA)              | 1              |
| Австрия (Ö3 Austria Top 40)         | 20             |
| Бельгия/Фландрия (Ultratop 50)      | 2              |
| Бельгия/Валлония (Ultratop 50)      | 3              |
| Канада (Billboard Canadian Hot 100) | 19             |
| Colombia (National-Report)          | 81             |
| Croatia (HRT)                       | 23             |
| Чехия (Rádio — Top 100)             | 1              |
| Чехия (Singles Digitál Top 100)     | 13             |
| Denmark (Tracklisten)               | 12             |
| Финляндия (Suomen virallinen lista) | 10             |
| France (SNEP)                       | 29             |
| Германия (GfK)                      | 16             |
| Greece Digital Songs (Billboard)    | 2              |
| Венгрия (Rádiós Top 40)             | 40             |
| Венгрия (Single Top 40)             | 3              |
| Венгрия (Stream Top 40)             | 4              |
| Ireland (IRMA)                      | 2              |
| Israel (Galgalatz)                  | 2              |
| Israel (Media Forest)               | 1              |
| Italy (FIMI)                        | 33             |
| Latvia (Latvijas Top 40)            | 3              |
| Lebanon (Lebanese Top 20)           | 2              |
| Mexico Ingles Airplay (Billboard)   | 1              |
| Нидерланды (Dutch Top 40)           | 4              |
| Нидерланды (Single Top 100)         | 22             |
| New Zealand (Recorded Music NZ)     | 11             |
| Norway (VG-lista)                   | 19             |
| Польша (Polish Airplay Top 100)     | 2              |
| Португалия (AFP)                    | 26             |
| Romania (Airplay 100)               | 4              |
| Шотландия (OCC Scotland)            | 1              |
| Словакия (Rádio — Top 100)          | 1              |
| Словакия (Singles Digitál Top 100)  | 4              |
| Slovenia (SloTop50)                 | 1              |
| Spain (PROMUSICAE)                  | 49             |
| Sweden (Sverigetopplistan)          | 16             |
| Швейцария (Schweizer Hitparade)     | 10             |
| Великобритания (OCC UK Singles)     | 2              |
| США (Billboard Hot 100)             | 43             |
| США (Billboard Adult Contemporary)  | 26             |
| США (Billboard Adult Pop Airplay)   | 19             |
| США (Billboard Dance Club Songs)    | 1              |
| США (Billboard Pop Airplay)         | 16             |
| Venezuela (National-Report)         | 83             |

## Сертификации
| Регион | Сертификация  | Продажи   |
| --- | ------------- | --------- |
| Австралия (ARIA) | 3× Платиновый | 210 000   |
| Австрия (IFPI Austria) | Золотой       | 15 000    |
| Бельгия (BEA) | Золотой       | 20 000    |
| Канада (Music Canada) | 2× Платиновый | 160 000   |
| Дания (IFPI Danmark) | Золотой       | 45 000    |
| Франция (SNEP) | Золотой       | 100 000   |
| Италия (FIMI) | Золотой       | 25 000    |
| Новая Зеландия (RMNZ) | Золотой       | 15 000    |
| Испания (PROMUSICAE) | Золотой       | 20 000    |
| Великобритания (BPI) | 2× Платиновый | 1 200 000 |
| * Данные о продажах приведены только на основе сертификации. · ^ Данные о тиражах приведены только на основе сертификации. · Данные о продажах + прослушиваниях приведены только на основе сертификации. |               |           |